# Chris Evans (australijski polityk)
Chris Evans (ur. 14 maja 1958 w Cuckfield w Wielkiej Brytanii) – australijski polityk, działacz Australijskiej Partii Pracy (ALP), w gabinecie Julii Gillard pełni urząd ministra szkolnictwa wyższego, umiejętności, zatrudnienia i relacji w miejscu pracy.  Od 2004 pozostaje też liderem ALP w Senacie. 
Choć urodził się w Anglii, młodość spędził w Australii Zachodniej. Ukończył studia w zakresie nauk humanistycznych na University of Western Australia, a następnie został etatowym działaczem związków zawodowych. W latach 1987–90 był stanowym sekretarzem związku strażaków, a następnie w latach 1991-1993 stanowym sekretarzem ALP. W 1996 został wybrany do Senatu, gdzie został jednym z whipów opozycji. Od 1998 zasiadał w gabinecie cieni. W 2004 został szefem senackiej frakcji ALP. Po wygranych przez ALP wyborach z listopada 2007 objął stanowisko ministra imigracji i obywatelstwa. W grudniu 2008 publicznie stwierdził, iż osoby ubiegające się o azyl w Australii - nawet jeśli przekroczyły jej granice nielegalnie - nie powinny przebywać w zamkniętych ośrodkach dłużej niż 12 miesięcy, chyba że stanowią zagrożenie dla bezpieczeństwa publicznego. Jest to znaczne złagodzenie stanowiska w stosunku do poglądów prezentowanych przez poprzednią ekipę premiera Johna Howarda. Nawiązał także współpracę z władzami Chińskiej Republiki Ludowej mającą na celu walkę z fałszerzami paszportów. 
We wrześniu 2010 został przeniesiony na obecne stanowisko.